# Литвин Валентина Анатоліївна
Литвин Валентина Анатоліївна (8 вересня 1985, Канів) — кандидат хімічних наук, доцент кафедри хімії та наноматеріалознавства ЧНУ ім. Б. Хмельницького, лауреатка премії Президента України для молодих вчених в галузі науки і техніки (2015), стипендіатка Кабінету Міністрів України (2018) та учасниця міжнародного наукового проекту. Починаючи з 2012 року (перший патент «СПОСІБ ОДЕРЖАННЯ НАНОЧАСТИНОК ЗОЛОТА, СТАБІЛІЗОВАНИХ СИНТЕТИЧНИМИ ГУМАТАМИ») за даними Укрпатент отримала 17 патентів на корисну модель.
Наукова діяльність пов'язана з наночастинками металів, нанокомпозитами, синтетичними гуміновими речовинами.
За даними наукометричної бази Scopus, індекс Гірша Валентини Литвин становить 5.

## Біографія
Народилась 8 вересня 1985 в Каневі.
В 2009 закінчила ЧНУ ім. Б. Хмельницького, отримавши диплом магістра з відзнакою за спеціальністю «Хімія». Цього ж року почала працювати там викладачем.
У 2013 захистила кандидатську дисертацію на тему: «Синтез і властивості наночастинок срібла та золота, стабілізованих синтетичними гуміновими речовинами».
За роботу «Нові підходи до створення та обґрунтування ефективності функціональних металокомплексних, кластерних та органічних матеріалів для потреб наноелектроніки та наномедицини» Валентина Литвин з колегою Глібом Баришніковим в 2015 отримала щорічну премію Президента України для молодих учених.
У 2018 була в місті Нікосія (Кіпр) на двотижневому стажуванні в Близькосхідному університеті в межах молодіжного гранту «Молекулярний дизайн матеріалів для органічних світловипромінюючих діодів з альтернативними механізмами електролюмінісценції».
У 2019 році в межах програми «Відкритий світ», за фінансування Конгресу США та адміністрування організації «Американські Ради з міжнародної освіти» відвідала різні навчальні заклади та установи США.
За свої наукові досягнення у серпні 2021 була обраною однією з 10 претендентів для нагородження обласної премії молодим науковцям Черкащини. Ця премія присуджується вперше, оскільки її впровадили лише на початку 2021 і її розмір становить 10 тис. гривень.

## Наукові праці
Валентина Литвин авторка та співавторка понад 200 статей у фахових світових журналах. Багато її статей цитуються іншими науковцями. Нижче наведені ті, які цитувалися понад 20 разів.
- Kinetic and mechanism formation of silver nanoparticles coated by synthetic humic substances. VA Litvin, RL Galagan, BF Minaev. Colloids and Surfaces A: Physicochemical and Engineering Aspects № 414, С. 234—243, 2012[14]
- Synthesis and properties of synthetic analogs of natural humic acids. VA Litvin, RL Galagan, BF Minaev. Russian Journal of Applied Chemistry № 85 (2), С. 296—302, 2012[15]
- Spectroscopy study of silver nanoparticles fabrication using synthetic humic substances and their antimicrobial activity VA Litvin, BF Minaev. Spectrochimica Acta Part A: Molecular and Biomolecular Spectroscopy № 108, C. 115—122, 2013[16]
- The size-controllable, one-step synthesis and characterization of gold nanoparticles protected by synthetic humic substances. VA Litvin, BF Minaev. Materials Chemistry and Physics № 144 (1-2), С. 168—178, 2014[17]
- Synthesis and properties of synthetic fulvic acid derived from hematoxylin. VA Litvin, BF Minaev, GV Baryshnikov. Journal of Molecular Structure № 1086, С. 25-33, 2015[18]

Монографії
- «Синтетичні аналоги природних гумінових речовин» (2020)
- «Хімія наноматеріалів»